# Garfield (Arkansas)
Garfield is een plaats (town) in de Amerikaanse staat Arkansas, en valt bestuurlijk gezien onder Benton County.

## Demografie
Bij de volkstelling in 2000 werd het aantal inwoners vastgesteld op 490.
In 2006 is het aantal inwoners door het United States Census Bureau geschat op 459, een daling van 31 (-6,3%).

## Geografie
Volgens het United States Census Bureau beslaat de plaats een oppervlakte van
9,5 km², geheel bestaande uit land. Garfield ligt op ongeveer 454 m boven zeeniveau.

## Plaatsen in de nabije omgeving
De onderstaande figuur toont nabijgelegen plaatsen in een straal van 16 km rond Garfield.